# فرودگاه کاکیرا
فرودگاه کاکیرا (به انگلیسی: Kakira Airport) یک فرودگاه خصوصی و غیرنظامی است که یک باند فرود سنگفرش دارد و طول باند آن ۱۳۰۰ متر است. این فرودگاه در شهر کاکیرا کشور اوگاندا قرار دارد و در ارتفاع ۱۲۰۰ متری از سطح دریا واقع شده است.